# ريدسفيل
ريدسفيل (كارولاينا الشمالية) (بالإنجليزية: Reidsville, North Carolina)‏ هي مدينة تقع في الولايات المتحدة في مقاطعة روكنغهام، كارولاينا الشمالية. يقدر عدد سكانها بـ 14,520 نسمة ومساحتها 38.6 كم2 وترتفع عن سطح البحر 253 متر.

## التركيبة السكانية
حدّد مكتب تعداد الولايات المتحدة بيانات التركيبة السكانية لريدسفيل في تعداد الولايات المتحدة. في ما يلي، التركيبة السكانية حسب تعدادي 2000 و2010.

### تعداد عام 2000
بلغ عدد سكان ريدسفيل 14,485 نسمة بحسب تعداد عام 2000، وبلغ عدد الأسر 6,013 أسرة وعدد العائلات 3,900 عائلة مقيمة في المدينة. في حين سجلت الكثافة السكانية 346.9 نسمة لكل كيلومتر مربع (898.5/ميل2). وبلغ عدد الوحدات السكنية 6,477 وحدة بمتوسط كثافة قدره 155.1 لكل كيلومتر مربع (401.7/ميل2).
وتوزع التركيب العرقي للمدينة بنسبة 57.02% من البيض و39.52% من الأمريكيين الأفارقة و0.21% من الأمريكيين الأصليين و0.64% من الأمريكيين ذوي الأصول الآسيوية و0.06% من سكان جزر المحيط الهادئ و1.35% من الأعراق الأخرى و1.19% من عرقين مختلطين أو أكثر و2.63% من الهسبانيون أو اللاتينيون من أي عرق.
بلغ عدد الأسر 6,013 أسرة كانت نسبة 32.2% منها لديها أطفال تحت سن الثامنة عشر تعيش معهم، وبلغت نسبة الأزواج القاطنين مع بعضهم البعض 42.7% من أصل المجموع الكلي للأسر، ونسبة 18.3% من الأسر كان لديها معيلات من الإناث دون وجود شريك،  بينما كانت نسبة 3.9% من الأسر لديها معيلون من الذكور دون وجود شريكة وكانت نسبة 35.1% من غير العائلات. تألفت نسبة 31.3% من أصل جميع الأسر من عدة أفراد يعيشون في نفس المنزل ونسبة 14.4% كانت تتألف من شخص يعيش بمفرده يبلغ من العمر 65 عاماً أو أكثر. وبلغ متوسط حجم الأسرة المعيشية 2.34، أما متوسط حجم العائلات فبلغ 2.92.
بلغ العمر الوسطي للسكان 39.5 عاماً. وكانت نسبة 23.3% من القاطنين تحت سن الثامنة عشر، وكانت نسبة 6.8% بين الثامنة عشر والرابعة والعشرين عاماً، ونسبة 27.7% كانت واقعةً في الفئة العمرية ما بين الخامسة والعشرين والرابعة والأربعين عاماً، ونسبة 22.4% كانت ما بين الخامسة والأربعين والرابعة والستين، ونسبة 16.8% كانت ضمن فئة الخامسة والستين عاماً فما فوق. يوجد لكل 100 أنثى 85.3 ذكر، ويوجد لكل 100 أنثى في الثامنة عشر من عمرها فما فوق 79.1 ذكر.
بلغ متوسط دخل الأسرة في المدينة 31,040 دولارًا، أما متوسط دخل العائلة فبلغ 37,553 دولارًا. وكان متوسط دخل الذكور 30,745 دولارًا مقابل 21,991 دولارًا للإناث. وسجل دخل الفرد الخاص بالمدينة 17,414 دولارًا. وكانت نسبة 11.6% من العائلات ونسبة 15.1% من السكان تحت خط الفقر، وكان من هؤلاء نسبة 23.9% تحت سن الثامنة عشر ونسبة 14.7% في الخامسة والستين من العمر وما فوق.

### تعداد عام 2010
بلغ عدد سكان ريدسفيل 14,520 نسمة بحسب تعداد عام 2010، وبلغ عدد الأسر 6,262 أسرة وعدد العائلات 3,801 عائلة مقيمة في المدينة. في حين سجلت الكثافة السكانية 347.8 نسمة لكل كيلومتر مربع (900.8/ميل2). وبلغ عدد الوحدات السكنية 7,158 وحدة بمتوسط كثافة قدره 171.4 لكل كيلومتر مربع (443.9/ميل2).
وتوزع التركيب العرقي للمدينة بنسبة 52.39% من البيض و41.89% من الأمريكيين الأفارقة و0.34% من الأمريكيين الأصليين و0.63% من الأمريكيين ذوي الأصول الآسيوية و0.02% من سكان جزر المحيط الهادئ و2.67% من الأعراق الأخرى و2.07% من عرقين مختلطين أو أكثر و4.70% من الهسبانيون أو اللاتينيون من أي عرق.
بلغ عدد الأسر 6,262 أسرة كانت نسبة 29.5% منها لديها أطفال تحت سن الثامنة عشر تعيش معهم، وبلغت نسبة الأزواج القاطنين مع بعضهم البعض 35.4% من أصل المجموع الكلي للأسر، ونسبة 20.9% من الأسر كان لديها معيلات من الإناث دون وجود شريك،  بينما كانت نسبة 4.3% من الأسر لديها معيلون من الذكور دون وجود شريكة وكانت نسبة 39.3% من غير العائلات. تألفت نسبة 34.9% من أصل جميع الأسر من عدة أفراد يعيشون في نفس المنزل ونسبة 14.4% كانت تتألف من شخص يعيش بمفرده يبلغ من العمر 65 عاماً أو أكثر. وبلغ متوسط حجم الأسرة المعيشية 2.27، أما متوسط حجم العائلات فبلغ 2.91.
بلغ العمر الوسطي للسكان 41.7 عاماً. وكانت نسبة 22.1% من القاطنين تحت سن الثامنة عشر، وكانت نسبة 8.6% بين الثامنة عشر والرابعة والعشرين عاماً، ونسبة 23.6% كانت واقعةً في الفئة العمرية ما بين الخامسة والعشرين والرابعة والأربعين عاماً، ونسبة 27.9% كانت ما بين الخامسة والأربعين والرابعة والستين، ونسبة 17.8% كانت ضمن فئة الخامسة والستين عاماً فما فوق. وتوزع التركيب الجنسي للسكان بنسبة 45.2% ذكور و54.8% إناث.

## أعلام
- بيرت جونز
- ديفيد سيتيل ريد
- دبليو. هنري ماكسويل
- بيل إيفانز
- كارلتون هاني
- جيروم سيمبسون